# Gilbert Arthur à Beckett
Gilbert Arthur à Beckett (Hammersmith, 1837 – 15 d'octubre de 1891) va ser un escriptor anglès.
Fou el major dels fills de Gilbert Abbott à Beckett i germà del periodista Arthur William à Beckett. Graduat en Christ Church, Universitat d'Oxford en 1860, va ingressar en la Cort de Justícia de Londres, el Lincoln's Inn, però la seva atenció es dirigia cap al teatre, produint Diamonds and Hearts en el Haymarket Theatre 
el 1867. A aquesta obra li van seguir diverses comèdies lleugeres.
Les obres de Beckett inclouen nombres satírics i de pantomima, el llibret de Savonarola (Hamburg, 1884) i The Canterbury Pilgrims (Druy Lane, 1884) per a la música escrita per C.V. Stanford. The Happy Land (Royal Court Theatre, 1873), una atrevida sàtira política i burlesca de l'obra del seu cosí llunyà W. S. Gilbert, The Wicked World, va ser escrita al costat d'aquest (que va treballar sota el pseudònim F. L. Tomline). Amb el compositor Alfred Cellier, Beckett va escriure l'opereta Two Foster Brothers (St George's Hall, 1877).
En els últims anys de la seva vida va estar en la direcció de la revista Punch, i va anar l'inventor d'una de les idees de major èxit en les tires còmiques d'aquesta: Dropping the Pilot.